# Zabiele (przystanek kolejowy w województwie lubelskim)
Zabiele – kolejowy przystanek osobowy we wsi Zabiele, w gminie Niedźwiada, w powiecie lubartowskim, w województwie lubelskim, położony w km 65,173 linii kolejowej nr 30.

## Historia
Został utworzony na wniosek wójta gminy Niedźwiada jako nowy przystanek dla pociągów Polregio w ramach przywracania ruchu pasażerskiego na odcinku Parczew – Lubartów na linii kolejowej nr 30.
30 września 2013 roku uruchomiono tymczasowy peron o długości 50 m, zbudowany z materiałów staroużytecznych i zlokalizowany w pobliżu przejazdu kolejowo–drogowego kategorii „D” w ciągu drogi powiatowej nr 1554L przebiegającej przez Zabiele. 
12 grudnia 2021 roku, po zakończeniu trwającej w latach 2020 – 2021 kompleksowej rewitalizacji odcinka Parczew – Lubartów, otwarto nowy peron, przeniesiony na drugą stronę drogi powiatowej. Zbudowano go według standardu 100 m długości i 760 mm wysokości. Oświetlony jest latarniami LED. W pełni dostosowany do potrzeb osób niepełnosprawnych oraz wyposażony w przeszkoloną wiatę, ławki, śmietniki i gabloty z rozkładem jazdy. Przy wejściu znajduje się 5 stojaków rowerowych. 
Przystanek nie jest wyposażony w parking samochodowy. 

## Ruch pasażerski
W 2024 roku w dni robocze zatrzymywało się tutaj 6 par pociągów regionalnych (5 w weekendy), zapewniających dojazd do Lubartowa, Lublina, Parczewa, Radzynia Podlaskiego i Łukowa.
Dobowa wymiana pasażerska oraz miejsce w rankingu ogólnopolskim:
| Rok  | Ilość pasażerów | Miejsce w Polsce |
| ---- | --------------- | ---------------- |
| 2017 | 10-19           | 1990             |
| 2018 | 10-19           | 2025             |
| 2019 | 10-19           | 2036             |
| 2020 | 0-9             | 2045             |
| 2021 | 0-9             | 2304             |
| 2022 | 10-19           | 2196             |
| 2023 | 20-49           | 2161             |